# Tseen Ke
Tseen Ke eller Fi Velorum (φ Velorum, förkortat Fi Vel, φ Vel) som är stjärnans Bayerbeteckning, är en ensam stjärna belägen i den södra delen av stjärnbilden Seglet. Den har en skenbar magnitud på 3,53 och är synlig för blotta ögat. Baserat på parallaxmätning inom Hipparcosuppdraget på ca 2,1 mas, beräknas den befinna sig på ett avstånd på ca 1 590 ljusår (ca 490 parsek) från solen.

## Nomenklatur
Fi Velorum är också listad som HR 3940 i Bright Star Catalog och HD 86440 i Henry Draper-katalogen. Den har det traditionella namnet Tseen Ke, från kinesiska 天 紀 (Mandarin: tiānjì) "stjärnkarta" ("Himmelens förteckning").

## Egenskaper
Fi Velorum är en blå till vit jättestjärna av spektralklass B5 Ib, som har förbrukat förrådet av väte i dess kärna och lämnat huvudserien för att bli en superjätte. Den har massa som är ca 10 gånger större än solens massa, en radie som är ca 31 gånger större än solens och utsänder från dess fotosfär ca 28 000 gånger mera energi än solen vid en effektiv temperatur på ca 14 600 K.
Fi Velorum har en optisk följeslagare separerad med 39 bågsekunder. Den är en jättestjärna av spektraltyp K0 och magnitud 12.